# Opton
L’Opton est une petite rivière française, de 16,4 km de long, affluent de rive gauche de la Vesgre qui coule dans les départements des Yvelines et  d'Eure-et-Loir, et donc un sous-affluent de la Seine, par l'Eure.

## Étymologie
La rivière s'est appelée autrefois « Aubeton »  puis « Obton » dans l’Eure-et-Loir avant que son nom soit unifié en « Opton ». D'une racine préceltique *alb- (E. Nègre).

## Le cours de l’Opton
L'Opton prend sa source dans la commune de La Hauteville dans la forêt de Rambouillet, à 170 m d'altitude.
Son cours d'abord orienté vers l'ouest, s'infléchit très tôt vers le nord et conflue avec la Vesgre à la sortie de Houdan dans le parc de l'hôpital, à 90 m d'altitude, soit une pente moyenne de 4,7 ‰.

## Communes traversées
Yvelines ;
La Hauteville ~ Grandchamp
Eure-et-Loir ;
Boutigny-Prouais
Yvelines ;
Dannemarie ~ Maulette ~ Houdan

## Toponymes
L'Opton a donné son nom aux deux anciennes communes de Boutigny-sur-Opton et Thionville-sur-Opton.
Il est à noter que la commune de Boutigny-sur-Opton a été fusionnée avec celle de Prouais en 1972 pour former la commune de Boutigny-Prouais, tandis que Thionville-sur-Opton a été absorbée en 1964 par la commune de Maulette.